# نوک‌مومی دمگاه‌زرشکی
نوک‌مومی دمگاه‌زرشکی (نام علمی: Estrilda rhodopyga) نام یک گونه از سرده نوک‌مومی است.